# Хліб, любов і ревнощі
«Хліб, любов і ревнощі» (італ. Pane, amore e gelosia) — чорно-біла італійська романтична комедія 1954 року, поставлена режисером Луїджі Коменчіні. Фільм є другим з тетралогії, до якої входять також стрічки «Хліб, любов і фантазія» (1953), «Хліб, любов і...» (1955) та «Хліб, любов і Андалусія» (1958).

## Сюжет
Дія фільму починається з тієї хвилини, на якій закінчився «Хліб, любов і фантазія».
Наступного дня після свята Святого Антонія офіцер Каротенуто (Вітторіо Де Сіка) пише прохання про відставку, оскільки статут жандармерії не схвалює, що його майбутня дружина виховує дитину без чоловіка. Але Анна (Маріса Мерліні) просить його не відправляти прохання: батько дитини написав їй листа і хоче тепер на ній одружитися. Стеллуті (Роберто Ріссо) від'їжджає на двадцять місяців, як того вимагає статут, що зобов'язує кожного одруженого офіцера на якийсь час покинути регіон, де він знайшов свою суджену. Він довіряє Берсальєрку турботам Каротенуто, який не цілком підходить на роль ідеального наставника. Але Каротенуто запевняє Берсальєрку, що давно вже відмовився від думки її спокусити. Анна привозить з Риму свого сина Оттавіо, агресивно і нестерпного хлопчиська. Після довгих та безплідних зусиль Каротенуто полишає спроби задобрити його. «Який же це тато, це дідусь!» — кричить хлопець, ледве угледівши офіцера.
Берсальєрка допомагає старій служниці Карамеллі тримати будинок Каротенуто в чистоті, і це знову дає підґрунтя для чуток. Племінниця кюре, усе така ж зла й уїдлива, примушує служницю Анни переказувати злі плітки своїй хазяйці і Стеллуті. Ворогуючі сім'ї відмічають хрестини новонародженого немовляти. Каротенуто вимушений бути почесним гостем на обох святах; він так виснажений, що з ним от-от може статися удар. Він танцює «в американському стилі» перед Берсальєркою, і тут на святі з'являються Анна і Стеллуті, введені в оману чутками. Обоє вони розривають стосунки зі своїми нареченим і нареченою. Берсальєрка висловлює сільським чоловікам усе, що вона про них думає. Вона винить їх в тому, що вони зіпсували їй репутацію та мовчки слухали пересуди своїх дружин. У нестямі від люті вона заявляє, що її покликання — панель. Вона йде працювати служницею в трупу бродячих акторів. Директор трупи помічає в ній здібності до танців та співу і випускає її на сцену.
Каротенуто намагається помиритися з Анною. Але приїжджає батько її дитини, лісник, і Анна повинна зробити вибір. Їй доводиться розлучитися з Каротенуто: вона вибирає розумніший і доброчесний шлях. У селі відбувається маленький землетрус. Будинок Берсальєрки зруйнований, і її пораненого осла доводиться добити. Вона мириться із Стеллуті, чий батько пообіцяв і їй, і її сім'ї притулок і роботу. Каротенуто проводжає молодих людей до вокзалу, і вони від'їжджають. Офіцер залишається сам. Але в автобусі, що везе його в Сальєну, він знайомиться з новою акушеркою (Івонн Сансон). Вона дуже красива — і у неї немає ні чоловіка, ні дітей.

## У ролях
| • Вітторіо Де Сіка    | … | офіцер карабінерів Каротенуто     |
| • Джина Лоллобриджида | … | Марія на прізвисько «Берсальєрка» |
| • Маріса Мерліні      | … | Анна                              |
| • Роберто Ріссо       | … | П'єро Стеллуті                    |
| • Марія Пія Казиліо   | … | племінниця дона Емідіо            |
| • Вірджиліо Рієнто    | … | дон Емідіо                        |
| • Саро Урці           | … | дон Нікола, капокомія             |
| • Тіна Піка           | … | Карамелла                         |
| • Текла Скарано       | … | Тересінелла                       |
| • Вітторія Кріспо     | … | «Берсальєрки»                     |
| • Меммо Каротенуто    | … | карабінер Байоккі                 |
| • Івонн Сансон        | … | нова акушерка                     |

## Знімальна група
- Автор сценарію — Етторе Марія Маргадонна, Луїджі Коменчіні, Едуардо і Тітіна Де Філіппо, Віченцо Таларіко
- Режисер-постановник — Луїджі Коменчіні
- Продюсер — Марчелло Джирозі
- Виконавчий продюсер — Ніно Мідіано
- Оператор — Карло Монтуорі
- Композитор — Алессандро Чиконьїні
- Монтаж — Маріо Серандреї
- Художник-декоратор — Уго Періколі
- Артдиректор — Гастоне Медін
- Звук — Курт Дубровський

## Нагороди та номінації
| Список нагород та номінацій                       | Список нагород та номінацій | Список нагород та номінацій                             | Список нагород та номінацій | Список нагород та номінацій | Список нагород та номінацій |
| Кінопремія                                        | Рік                         | Категорія                                               | Номінант(и)                 | Результат                   |                             |
| ------------------------------------------------- | --------------------------- | ------------------------------------------------------- | --------------------------- | --------------------------- | --------------------------- |
| Італійський національний синдикат кіножурналістів | 1955                        | Премія «Срібна стрічка» найкращій акторці другого плану | Тіна Піка                   | Перемога                    |                             |